# Ugo Amaldi
Ugo Amaldi   (Verona, 18 d'abril de 1875 - Roma, 11 de novembre de 1957) va ser un matemàtic italià.

## Vida i obra
Amaldi era fill d'un magistrat que va estar destinat a diverses ciutats italianes fins que va acabar la seva carrera com a fiscal general de Bolonya. A partir de 1894 va estudiar matemàtiques a la universitat d'aquesta ciutat, tenint com professors Cesare Arzelà, Federigo Enriques i, sobre tot, Salvatore Pincherle. Es va graduar el 1898 amb una tesi sobre la transformada de Laplace, dirigida per Pincherle.
Després d'uns anys fent de professor de secundària, va obtenir per concurs una plaça de professor extraordinari d'àlgebra i geometria analítica a la universitat de Càller. El 1906 va passar a ser professor titular de la universitat de Mòdena, en la qual romandrà fins al 1919, arribant a ser degà de la facultat de ciències. El 1919 passa a la universitat de Pàdua que deixa el 1924 per incorporar-se a la facultat d'arquitectura de Roma, com catedràtic d'anàlisi matemàtica i geometria analítica. El 1942 va passar a la facultat de ciències, de la que va ser degà els anys posteriors a la Segona Guerra Mundial. Es va retirar el 1950.
Amaldi va ser un hàbil escriptor de manuals de matemàtiques: el seus texts d'elements de geometria (escrit amb Enriques) i de mecànica (escrit amb Levi-Civita) van ser reeditats en nombroses ocasions. Però el seus treballs més originals sobre les àlgebres de Lie van ser completament ignorats, potser perquè ell es trobava a l'escola d'arquitectura i allunyat, per tant, dels cercles acadèmics més importants o potser per la seva pròpia modèstia.